# Фиров, Михаил Андреевич
Михаи́л Андре́евич Фи́ров (27 ноября 1922 — 2004, Ардатов, Нижегородская область) — советский хозяйственный деятель, председатель Дивеевского и Ардатовского районных исполнительных комитетов Советов депутатов трудящихся.

## Биография
Родился 27 ноября 1922 года в селе Волчиха Лукояновского уезда Нижегородской губернии. После окончания школы поступил на учёбу в Арзамасский техникум механизации. После начала Великой Отечественной войны, в 1942 году был призван в Красную армию, демобилизован в 1946 году. В 1942 году вступил в ВКП (б).
После демобилизации до 1947 года работал бригадиром тракторной бригады Коваксинской машинно-тракторной станции. С 1947 по 1952 год работал заведующим отделом кинофикации Мухтоловского райисполкома. В 1953 году поступил на учёбу в Горьковскую областную партийную школу, которую окончил в 1956 году. С 1956 по 1957 год — заведующий орготделом Мухтоловского, а с 1957 по 1963 год — Ардатовского районных комитетов КПСС. С 1963 по 1965 год — председатель комитета партийного контроля Ардатовского района. С 1965 по 1968 год — председатель Дивеевского, а с 1968 по 1983 год — Ардатовского районного исполнительного комитета Советов депутатов трудящихся. За время руководства Фировым Дивеевским и Ардатовским районами там было построено 13 школ, проведён газ в несколько населённых пунктов Ардатовского района (одни из первых в области), построены Ардатовская районная больница, автостанция, ряд промышленных предприятий.
В 1983 году вышел на пенсию, после этого жил в Ардатове. В 1997 году постановлением поселкового Совета народных депутатов Ивану Васильевичу Турутову было присвоено звание «Почётный гражданин Ардатова». Скончался в 2004 году.

## Награды
- Медаль «За отвагу»
- Почётный гражданин Ардатова